# 岡崎敦男
岡崎 敦男（おかざき あつお、1955年 -）は、日本の宇宙学者。北海学園大学工学部生命工学科教授。専門は天体物理学で大質量連星系における相互作用をテーマとする。

## 略歴
兵庫県出身。1979年京都大学理学部卒業。1985年京都大学大学院理学研究科宇宙物理学専攻博士後期課程修了（指導教授：加藤正二）。「自己重力の効かない、厚さの一様なポリトロープ円盤中の一本腕振動」で理学博士（京都大学）。1986年北海学園大学教養部講師、のち教養部助教授。1998年工学部助教授、2004年工学部教授（「宇宙科学」を担当）。2023年3月北海学園大学退職、同大学名誉教授。北海学園大学開発研究所特別研究員。

## 主な業績
- A natural explanation for periodic X-ray outbursts in Be/X-ray binaries”、Astronomy & Astrophysics（ヨーロッパ南天天文台）第377巻第1号161頁、2001年
- Viscous effects on theinteraction between the coplanar decretion disc and the neutron star inBe/X-ray binaries”，Monthly Notices of the Royal Astronomical Society　（イギリス王立天文学会）第337巻第3号967頁、2002年

ほか多数

## リンク
- 工学部教員プロフィール(岡崎 敦男)